# 참억새
참억새는 한반도 전역에서 자라는 여러해살이풀로 높이는 1~2 m이다. 줄기는 원기둥 모양이고 약간 굵다. 잎은 길이 40~70 cm의 줄 모양으로, 너비 1~2 cm이며 끝은 차차로 뾰족해진다. 가운데맥은 굵고 흰색이며 기부는 긴 잎집으로 되고 긴 털이 있다. 가을 무렵에 줄기 끝에서 산방꽃차례를 이루어 작은 이삭이 빽빽이 달린다. 작은이삭은 길이 5~7 mm이고 긴 자루 및 짧은 자루를 가진 것이 쌍으로 달리며, 길이 7~12 mm의 털이 다발로 나고 끝에 8~15 mm의 가락이 있다. 턱겨는 약간 단단하고 끝이 뾰족하며 안겨는 끝이 2개로 갈라진다. 참억새의 작은이삭이 노랑을 띠는 것에 대해 억새(Miscanthus sinensis var. purpurascens)는 자줏빛이다.

## 관리 및 번식법
관리법: 항상 양지인 곳에 심는다.
번식법: 이른 봄 새싹이 올라올 때 포기나누기를 한다.

## 변종 및 품종
- Miscanthus sinensis Andersson var. sinensis - 참억새
- Miscanthus sinensis for. gracillimus (Hitchc.) Ohwi - 가는잎억새/털억새
- Miscanthus sinensis for. variegatus Nakai - 얼룩억새
- Miscanthus sinensis var. albiflorus Y.N.Lee - 흰억새
- Miscanthus sinensis var. chejuensis (Y.N.Lee) Y.N.Lee - 금억새
- Miscanthus sinensis var. ionandros (Nakai) Y.N.Lee - 묏억새
- Miscanthus sinensis var. keumunensis Y.N.Lee - 거문억새
- Miscanthus sinensis var. nakaianus (Honda) Y.N.Lee - 중정억새
- Miscanthus sinensis var. purpurascens (Andersson) Rendle - 억새/자주억새
- Miscanthus sinensis var. sunanensis Y.N.Lee - 순안억새